# Ptolomeu Alorita
Ptolomeu Alorita (em grego: Πτολεμαῖος Αλωρίτες; romaniz.: Ptolemaios Alorites), segundo Jerónimo de Estridão, foi um rei da Macedónia, reinando por quatro anos, desde 372 a.C., quando sucedeu a Alexandre II, até 368 a.C., quando foi sucedido por Pérdicas III. O nome do seu pai, segundo Diodoro Sículo, era Amintas.

## Contexto histórico
Amintas III, com sua esposa Eurídice, teve três filhos, os reis Alexandre II, Pérdicas III e Filipe II, o Grande, e uma filha, Eurínoe, e com outra esposa, Gigaia, teve três filhos, Arquelau, Arideu e Menelau.
Eurídice se envolveu com seu genro, e teria assassinado Amintas III caso sua filha não tivesse descoberto a trama e denunciado a Amintas III, que, escapando de vários perigos, morreu de velhice. Amintas poupara a vida de Eurídice por causa de seus filhos, mas seu sucessor, Alexandre II, foi morto por uma conspiração de Eurídice, sua mãe.
De acordo com Plutarco, foi para resolver a disputa entre Ptolomeu e Alexandre, rei da Macedônia, que Pelópidas foi chamado, como árbitro. Pelópidas fez os dois se reconciliarem e trouxe como reféns, para Tebas, trinta filhos dos homens mais ilustres, inclusive Filipe, irmão do rei Alexandre, então um rapaz, mas que, depois que se tornou rei, como Filipe II, escravizou todos os gregos.

## Reinado
Ptolomeu Alorita tomou o poder no ano da 103a Olimpíada, quando assassinou seu cunhado Alexandre II, e reinou por três  ou quatro anos.
Pelópidas foi chamado de novo, pelos macedônios aliados do rei morto, e reuniu um exército de mercenários, mas Ptolomeu corrompeu os mercenários, recebeu Pelópidas como um superior, concordou em governar como regente dos irmãos do rei morto, e entregou reféns a Pelópidas, seu filho Filoxeno e cinquenta de seus companheiros.
De acordo com Ésquines, no discurso Sobre a Embaixada, após a morte de Alexandre II, 
quando Pérdicas e Filipe ainda eram crianças, Eurídice, a viúva de Amintas, foi traída por quem ela confiava. O usurpador Pausânias, que tinha sido exilado, retornou com uma força de gregos e conquistou Antemo, Terma, Estrepsa e outras cidades e tinha o apoio de vários macedônios. Durante esta crise, os atenienses elegeram Ifícrates como general, e o enviaram contra Anfípolis. Ifícrates foi recebido por Eurídice, que colocou Pérdicas nos seus braços e Filipe nos seus joelhos, lembrou que Amintas chamava Ifícrates de filho, e que Ifícrates poderia se considerar irmão dos meninos, e um amigo dos macedônios. Ifícrates expulsou Pausânias da Macedônia, e preservou a dinastia, deixando Ptolomeu como regente, mas este se aliou a Anfípolis contra Atenas.

## Morte e sucessão
No quarto ano da 103a Olimpíada, Ptolomeu foi assassinado por seu cunhado Pérdicas III, que reinou por cinco anos. Pérdicas, assim que se tornou rei, também lutou por Anfípolis, contra Atenas.

## Análises modernas
Alguns historiadores  supõem que Ptolomeu Alorita era filho ilegítimo de Amintas III, porém outros supõem que o pai de Ptolomeu Alorita era outro Amintas, ou que Diodoro Sículo errou.